# Emmanuel Akwasi Gyamfi
 (juin 2023).
Emmanuel Akwasi Gyamfi est un homme politique ghanéen et membre du septième Parlement de la quatrième République du Ghana représentant la circonscription d'Odotobri dans la région d'Ashanti sur la liste du Nouveau parti patriotique.

## Première vie et éducation
Gyamfi est né le 1er décembre 1974. Il est originaire de Homase No. 2 dans la région d'Ashanti au Ghana. Il était titulaire d'un baccalauréat ès sciences en planification de l'Université des sciences et technologies Kwame Nkrumah, à Kumasi,,. Il a obtenu le diplôme en 2000. Il est également un produit de l'Institut ghanéen de gestion et d'administration publique. Il a obtenu une maîtrise exécutive de l'institut. C'était en 2008.

## Carrière
Avant d'être nommé au Parlement, il a occupé le poste de chef de projet à Odotobri Rural Bank Limited. Il a également occupé les fonctions d'administrateur et de facilitateur principal au sein d'une organisation non gouvernementale de 2001 à 2002.

## Carrière politique
Gyamfi est devenu député élu pour la circonscription d'Odotobri au sein du quatrième Parlement de la quatrième République du Ghana.Il a réussi à conserver son siège lors du cinquième Parlement de la quatrième République du Ghana, qu'il a occupé du 7 janvier 2008 au 6 janvier 2013. Il a remporté l'élection avec 22 914 voix, ce qui représente 82,7% des suffrages exprimés parmi les 27 700 votes valides. sur le ticket du Nouveau Parti patriotique lors des élections générales ghanéennes de 2008. Il a été réélu au parlement le 7 janvier 2013 après la fin des élections générales ghanéennes de 2012. Il a ensuite été réélu le 7 janvier 2017 après les élections générales ghanéennes de 2016 où il a obtenu 66,13% des suffrages valablement exprimés. Il est membre du Comité des mines et de l'énergie et du Comité des enfants et du genre du 7e Parlement de la 4e République du Ghana.

### Comités
Gyamfi occupe le poste de président du comité du gouvernement local et du développement rural. Il est également membre du comité d'assurance gouvernementale et du comité de la santé.

## Élections
En 2004, lors des élections générales au Ghana, Gyamfi a remporté son premier mandat en tant que député de la circonscription d'Odotobri dans la région d'Ashanti,,. Il a gagné sur le ticket du Nouveau parti patriotique,. Lors des élections générales de 2004 au Ghana, le Nouveau Parti patriotique a remporté 36 sièges parlementaires dans la région d'Ashanti, dont la circonscription d'Odotobri, où Gyamfi a été élu député. Ces 36 sièges représentent la majorité des 39 sièges au total dans cette région. Le Nouveau parti patriotique a remporté une majorité totale de 128 sièges parlementaires sur 230 sièges. Il a été élu avec 23 804 voix sur un total de 28 967 suffrages valides exprimés,. Cela équivalait à 82,2% du total des suffrages valides exprimés,. Il a été élu devant George Adu-Mensah du Congrès national démocrate, Thomas Appiah-Kubi du Parti populaire de la Convention et Johnny Owusu-Boadi, un candidat indépendant,. Ceux-ci ont obtenu respectivement 3 740, 423 et 1 000 voix sur le total des suffrages valables exprimés,. Celles-ci équivalaient respectivement à 12,9 %, 1,5 % et 3,5 % du total des suffrages valablement exprimés,.

### Élections générales de 2008
En 2008, il remporte les élections législatives sur la liste du Nouveau parti patriotique pour la même circonscription,. Sa circonscription faisait partie des 34 sièges parlementaires sur 39 sièges remportés par le Nouveau parti patriotique lors de cette élection pour la région d'Ashanti. Le Nouveau Parti patriotique a obtenu 109 sièges parlementaires sur un total de 230 sièges, ce qui représente une majorité relative mais pas une majorité absolue. Il a été élu avec 22 914 voix sur un total de 27 700 suffrages valides exprimés,. Cela équivalait à 82,72% du total des suffrages valides exprimés,. Il a été élu devant Isaac Mensah de la Convention nationale populaire, Kingsley Anning du Congrès national démocratique et Owusu Blessing du Parti populaire de la Convention,. Ceux-ci ont obtenu respectivement 230, 3 146 et 1 410 voix sur le total des suffrages valables exprimés,. Celles-ci équivalaient respectivement à 0,83 %, 11,36 % et 5,09 % du total des suffrages exprimés,.

### Élections générales de 2012
En 2012, il remporte à nouveau les élections législatives dans la même circonscription,. Il a été élu avec 27 526 voix sur un total de 35 221 suffrages valides exprimés,. Cela équivalait à 78,15 % du total des suffrages valides exprimés,. Il a été élu devant Robert Bennett Forkuoh du Congrès national démocrate et Kojo Ego Ayeboafo, un candidat indépendant,. Ceux-ci ont obtenu respectivement 6 226 et 1 469 voix sur le total des suffrages valables exprimés,. Celles-ci équivalaient respectivement à 17,68 % et 4,17 % du total des suffrages exprimés,.

### Élections générales de 2016
En 2016, il remporte à nouveau les élections législatives dans la même circonscription. Il a été élu avec 23 255 voix. Cela équivalait à 53,87% du total des suffrages valides exprimés. Il a été élu devant Dede Appiah Emmanuel du National Democratic Congress, Anthony Danso-Appiah un candidat indépendant, Abraham Anokye également un candidat indépendant, Owusu Francis du PPP et Minkah Prince du CPP. Ceux-ci ont obtenu 12 098; 4 005 ; 3 133 ; respectivement 451 et 223 voix sur le total des suffrages valablement exprimés. Celles-ci équivalaient respectivement à 28,03 %, 9,28 %, 7,26 %, 1,04 % et 0,52 % du total des suffrages exprimés.

### Élections générales 2020
En 2020, il remporte à nouveau les élections législatives dans la même circonscription. Il a été élu avec 28 021 voix. Cela équivalait à 57,38% du total des suffrages valides exprimés. Il a été élu devant Emmanuel Obeng Agyemang du Congrès national démocratique et Paul Agyeman-Bannor du GUM . Ceux-ci ont obtenu respectivement 10 456 et 10 358 voix sur le total des suffrages valables exprimés. Celles-ci équivalaient respectivement à 21,41 % et 21,21 % du total des suffrages exprimés.

## Vie privée
Gyamfi est marié et père de trois enfants. Il est chrétien et catholique.